# Hans Teschner
Hans Teschner (Berlín, 1894 - 1953) fue un botánico alemán, que desarrolló su actividad científica y académica en la Universidad de Berlín.

## Algunas publicaciones

### Libros
- 1931. Beiträge zur Kenntnis der Lauraceen: Beschreibung der Lauraceen Neu-Guineas, ihrer Blattanatomie und ihrer Verbreitung (Contribuciones al conocimiento de las Lauraceae: Descripción de las Lauraceae de Nueva Guinea, anatomía de las hojas y su difusión). 61 pp.

## Epónimos
- (Lauraceae) Litsea teschneri Kosterm.[1]